# Batu Kacang
Batu Kacang is een bestuurslaag in het regentschap Lingga van de provincie Riouwarchipel, Indonesië. Batu Kacang telt 1477 inwoners (volkstelling 2010).